# 久留米市農業協同組合
久留米市農業協同組合（くるめしのうぎょうきょうどうくみあい、通称：JAくるめ）は、福岡県久留米市に本店を置く農業協同組合。

## 区域
- 久留米市（田主丸町・北野町・三潴町・城島町を除く）

## 沿革
- 1962年（昭和37年）
  - 2月 - 鳥飼・長門石・東櫛原・小森野・御井町・合川・山川・上津・高良内・宮の陣・山本・草野の各農協が合併し、久留米市農協（現・久留米市農協とは別法人）が発足[1]。
  - 3月 - 善導寺・大橋の各農協が合併し、善導寺町農協が発足[1]。
- 1965年（昭和40年）6月 - 荒木・大善寺・安武の各農協が合併し、筑邦町農協が発足[1]。
- 1981年（昭和56年）6月 - 久留米市・筑邦（筑邦町農協が改称）・善導寺（善導寺町農協が改称）の各農協が合併し、久留米市農協が発足[1]。
- 1985年（昭和60年）7月 - 宮ノ陣地区カントリーエレベーターが完成[2]。
- 1988年（昭和63年）4月 - 西南地区カントリーエレベーターが完成[2]。
- 1990年（平成2年）4月 - 安武地区カントリーエレベーターが完成[2]。
- 1992年（平成4年）3月 - 東部地区カントリーエレベーターが完成[2]。
- 1994年（平成6年）3月 - 共同育苗センターが完成[2]。
- 1998年（平成10年）4月 - 高齢者福祉事業を開始[2]。
- 2000年（平成12年）4月 - Aコープ事業を（株）エーコープ福岡[3]（現・（株）Aコープ九州）に譲渡[4]。
- 2001年（平成13年）5月 - 総合集出荷場「JAくるめ園芸流通センター」が完成[2]。
- 2006年（平成18年）5月 - 小規模多機能型介護施設「ドゥ・ファミーユひかり24」を開設[2]。
- 2008年（平成20年）5月 - 支所を統廃合し、支店（東部・北部・中央・西部）を設置[2]。
- 2009年（平成21年）5月 - 南部支店が開業し、管内全地区で新支店体制への移行を完了[2]。
- 2011年（平成23年）
  - 3月 - 筑前あさくら農協・みい農協・にじ農協および全農福岡県本部との間で、農機事業の一体運営の実施について合意・調印[5]。
  - 4月 - 上記の農機事業一体運営を開始[6]。
    - 全農福岡県本部久留米物流センター内に「広域農機センター」を設置し、各農協を拠点として広域で整備対応を行う。
- 2016年（平成28年）4月 - 定期巡回・随時対応型訪問介護・看護「ケアネット24」事業開始[2][7]。
- 2021年（平成31年）3月 - 小規模多機能型介護施設「ドゥ・ファミーユひかり24」廃止[8]。併設されていた訪問介護事業所「訪問介護つつじの会」及び定期巡回・随時対応型訪問介護・看護事業所「ケアネット24」は、残る小規模多機能型介護施設「ドゥ・ファミーユとりかい24」の敷地内に移転[8]。

## 店舗・施設
- 支店 5
- 農事センター 1
- 営農センター 2
- カントリーエレベーター 4
- 大豆乾燥調製施設 1
- 土作りセンター 1
- 共同育苗センター 1
- 集荷所 4
- 園芸流通センター 1
- 農業倉庫 1
- 農産物直売所 1
- 農産加工場 1
- デイサービスセンター 1
- 小規模多機能型介護施設 1
- 給油所 3
- 葬祭場 2